# Эммаусская Школа-Интернат
Эммаусская Школа-Интернат — населенный пункт в Калининском районе Тверской области. Входит в состав Эммаусского сельского поселения.

## География
Находится в юго-восточной части Тверской области у восточной окраины поселка Эммаусс.

## История
На карте 1941 года здесь был отмечен крахмальный завод. На карте 1976 года уже отмечена школа без признаков отдельного населенного пункта. Здесь ныне размещено Государственное казенное общеобразовательное учреждение для детей-сирот и детей, оставшихся без попечения родителей «Эммаусская школа-интернат».

## Население
Численность населения: 606 человек (русские 93 %) в 2002 году, 526 в 2010.